# Euphyia ochreifera
Euphyia ochreifera är en fjärilsart som beskrevs av Louis Beethoven Prout 1939. Euphyia ochreifera ingår i släktet Euphyia och familjen mätare. Inga underarter finns listade i Catalogue of Life.